# 8963 Collurio
8963 Collurio è un asteroide della fascia principale. Scoperto nel 1960, presenta un'orbita caratterizzata da un semiasse maggiore pari a 3,2125278 UA e da un'eccentricità di 0,1178493, inclinata di 0,37386° rispetto all'eclittica.